# 몽수리 공원

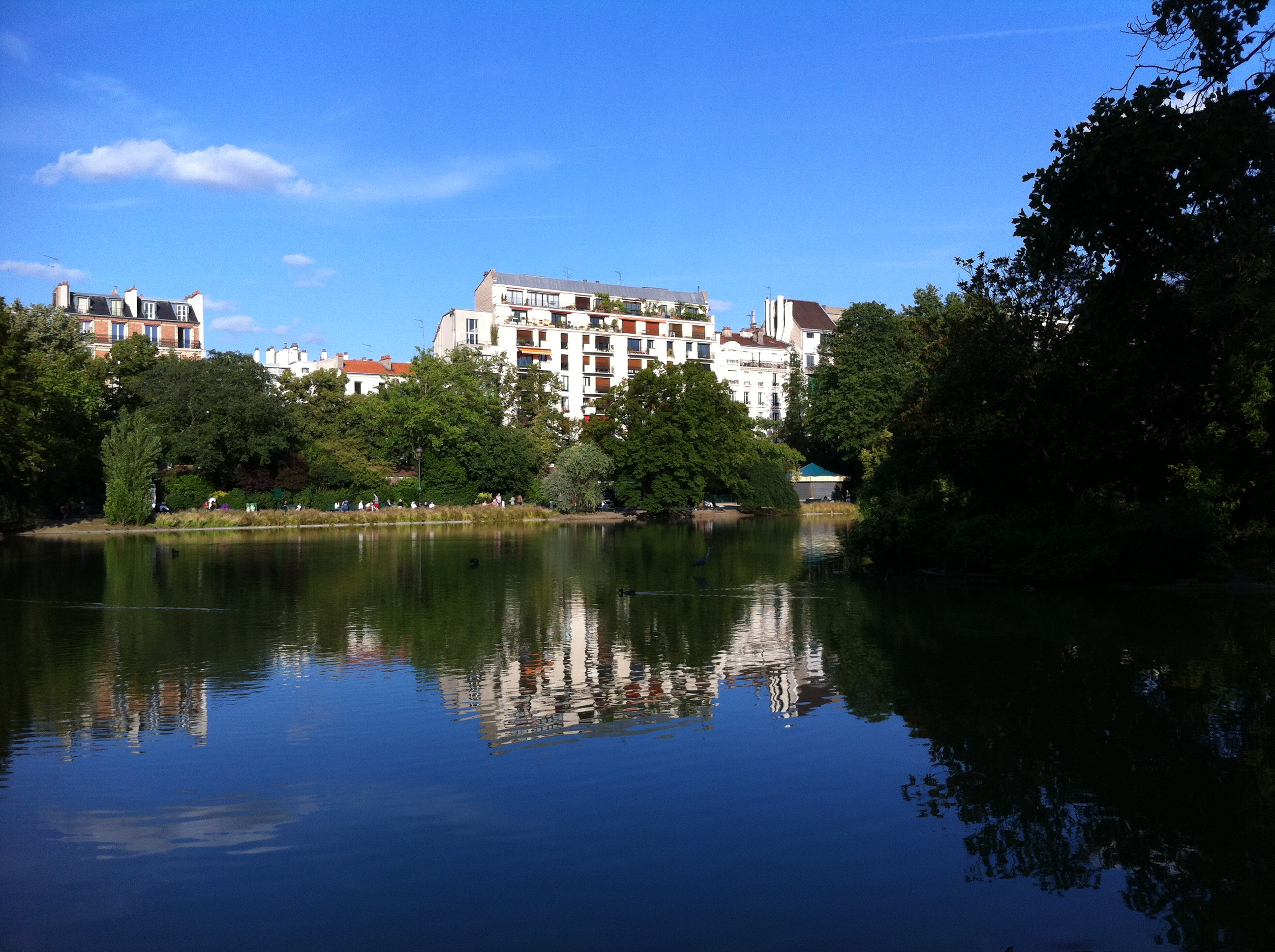
몽수리 공원의 모습

몽수리 공원(프랑스어: Parc Montsouris)은 프랑스 파리 14구에 위치한 공원이다.

Parc Montsouris